# Slagelse Wolfpack 2010
Questa voce raccoglie le informazioni riguardanti gli Slagelse Wolfpack nelle competizioni ufficiali della stagione 2010.

## Nationalligaen 2010

### Stagione regolare
| 18 aprile 2010 1ª giornata | Kronborg Knights | 9 – 13 | Slagelse Wolfpack |  |

| 1º maggio 2010 3ª giornata | Slagelse Wolfpack | 7 – 42 | Søllerød Gold Diggers |  |

| 9 maggio 2010 4ª giornata | Slagelse Wolfpack | 34 – 31 | Herlev Rebels |  |

| 15 maggio 2010 5ª giornata | Slagelse Wolfpack | 0 – 27 | Triangle Razorbacks |  |

| 30 maggio 2010 7ª giornata | Copenhagen Towers | 21 – 20 | Slagelse Wolfpack |  |

| 6 giugno 2010 8ª giornata | Søllerød Gold Diggers | 41 – 8 | Slagelse Wolfpack |  |

| 13 giugno 2010 9ª giornata | Herlev Rebels | 10 – 25 | Slagelse Wolfpack |  |

| 7 agosto 2010 12ª giornata | Slagelse Wolfpack | 17 – 20 | Copenhagen Towers |  |

| 14 agosto 2010 13ª giornata | AaB 89ers | 20 – 8 | Slagelse Wolfpack |  |

| 22 agosto 2010 14ª giornata | Slagelse Wolfpack | 2 – 49 | Hvidovre Stars |  |

## Statistiche di squadra
| Competizione      | %Vittorie | In casa | In casa | In casa | In casa | In casa | In casa | In trasferta | In trasferta | In trasferta | In trasferta | In trasferta | In trasferta | Totale | Totale | Totale | Totale | Totale | Totale |
| Competizione      | %Vittorie | G       | V       | N       | P       | Pf      | Ps      | G            | V            | N            | P            | Pf           | Ps           | G      | V      | N      | P      | Pf     | Ps     |
| ----------------- | --------- | ------- | ------- | ------- | ------- | ------- | ------- | ------------ | ------------ | ------------ | ------------ | ------------ | ------------ | ------ | ------ | ------ | ------ | ------ | ------ |
| Stagione regolare | .300      | 5       | 1       | 0       | 4       | 60      | 169     | 5            | 2            | 0            | 3            | 74           | 101          | 10     | 3      | 0      | 7      | 134    | 270    |
| Totale            | .300      | 5       | 1       | 0       | 4       | 60      | 169     | 5            | 2            | 0            | 3            | 74           | 101          | 10     | 3      | 0      | 7      | 134    | 270    |